# The Vanishing Bridegroom

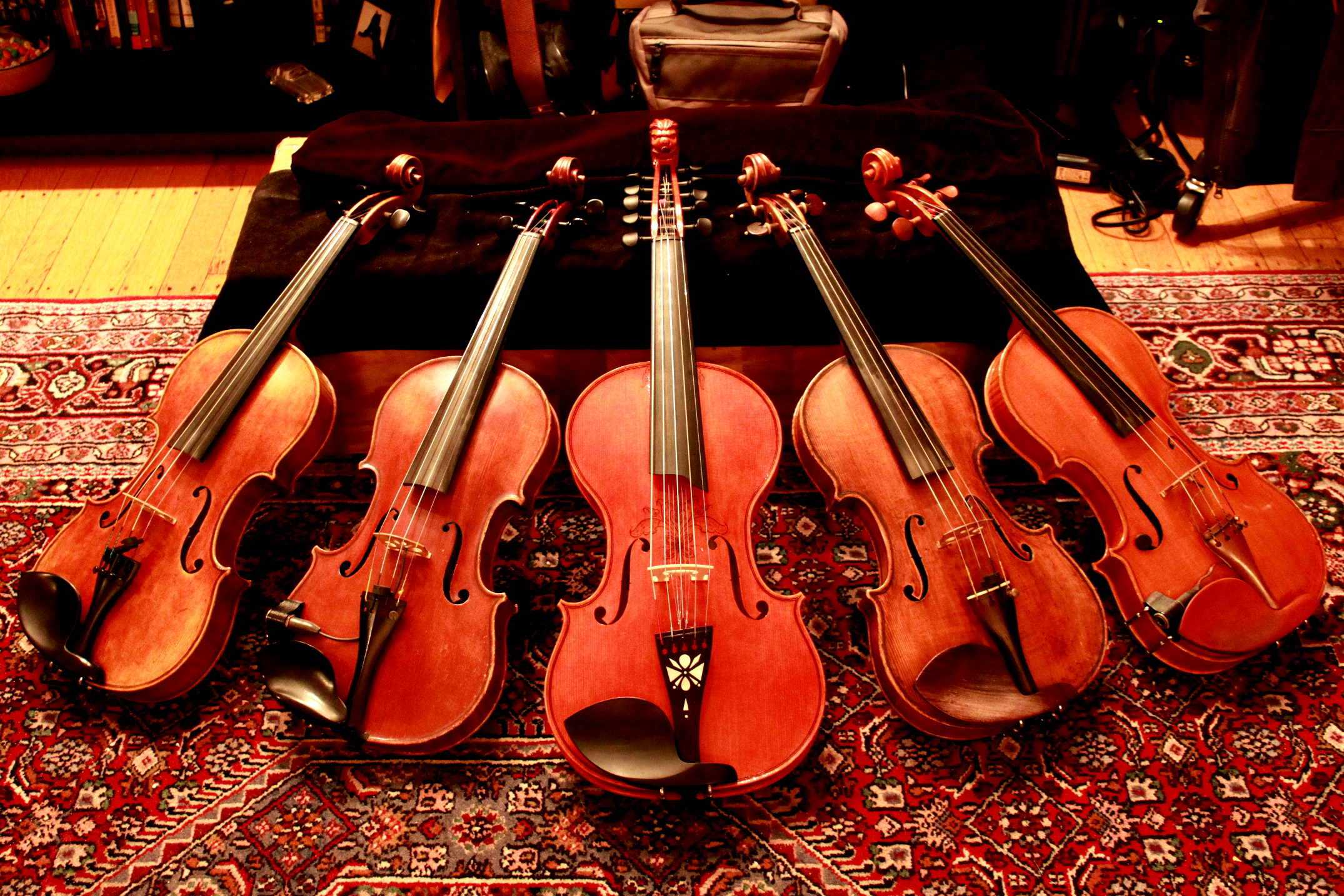
Violini Celtici - Fiddle

The Vanishing Bridegroom è un'opera della compositrice Judith Weir. Commissionata dal Glasgow District Council, la prima andò in scena alla Scottish Opera come parte delle celebrazioni dell'European Capital of Culture 1990 a Glasgow. La prima statunitense dell'opera fu data dall'Opera Theatre of Saint Louis nel 1992 con il soprano Lauren Flanigan nel ruolo di sposa/moglie/madre.
Lo stile di composizione è prettamente politonale e poliritmico, con elementi di minimalismo ed atonalità. I fiati sono usati dappertutto per introdurre melodie popolari Gaeliche, con il violino che spesso viene usato come un violino celtico o fiddle,  sia da solo che nei duetti. I tre atti variano stilisticamente, sebbene alcune figure musicali siano comuni a tutti e tre, come il lungo crescendo glissato nella sezione archi.
L'opera fu trasmessa dalla BBC TV nel 1991 in una produzione diretta per la televisione da Mike Newman, con la produzione della Scottish Opera, con la regia di Ian Spink e diretta da Justin Brown.

## Riassunto
L'opera è scritta in tre atti, ciascuno che racconta una storia popolare Scozzese. L'opera intreccia liberamente le storie insieme in un filo narrativo.

### Atto 1
L'eredità: un uomo muore, ma la sua eredità manca: uno dei suoi tre figli deve averla rubata, ma quale? Il Dottore indaga raccontando ai figli la storia di una donna, interdetta dallo sposare il suo amante, e data in sposa ad un uomo più ricco. 

### Atto 2
La scomparsa: alla nascita della sposa, figlia dello sposo, il marito esce a cercare il Sacerdote che la battezzerà, ma per strada viene attirato su una collina illuminata, la "Terra dei giovani". Il suo amico è accusato di omicidio.

### Atto 3
Lo straniero: uno straniero ricco e bello arriva per corteggiare la figlia, ormai una giovane donna. La ragazza sospetta di lui e un predicatore di passaggio le dice che ovviamente è il diavolo: lei si ritira in un luogo santo e il diavolo non può più farle del male.